# امبراک
امبراک (به فرانسوی: Ambérac) یک کمون در فرانسه است که در Canton of Saint-Amant-de-Boixe واقع شده‌است.

## خصوصیات
امبراک ۱۲٫۱۰ کیلومترمربع مساحت و ۳۱۷ نفر جمعیت دارد و ۷۸ متر بالاتر از سطح دریا واقع شده‌است.

## نگارخانه

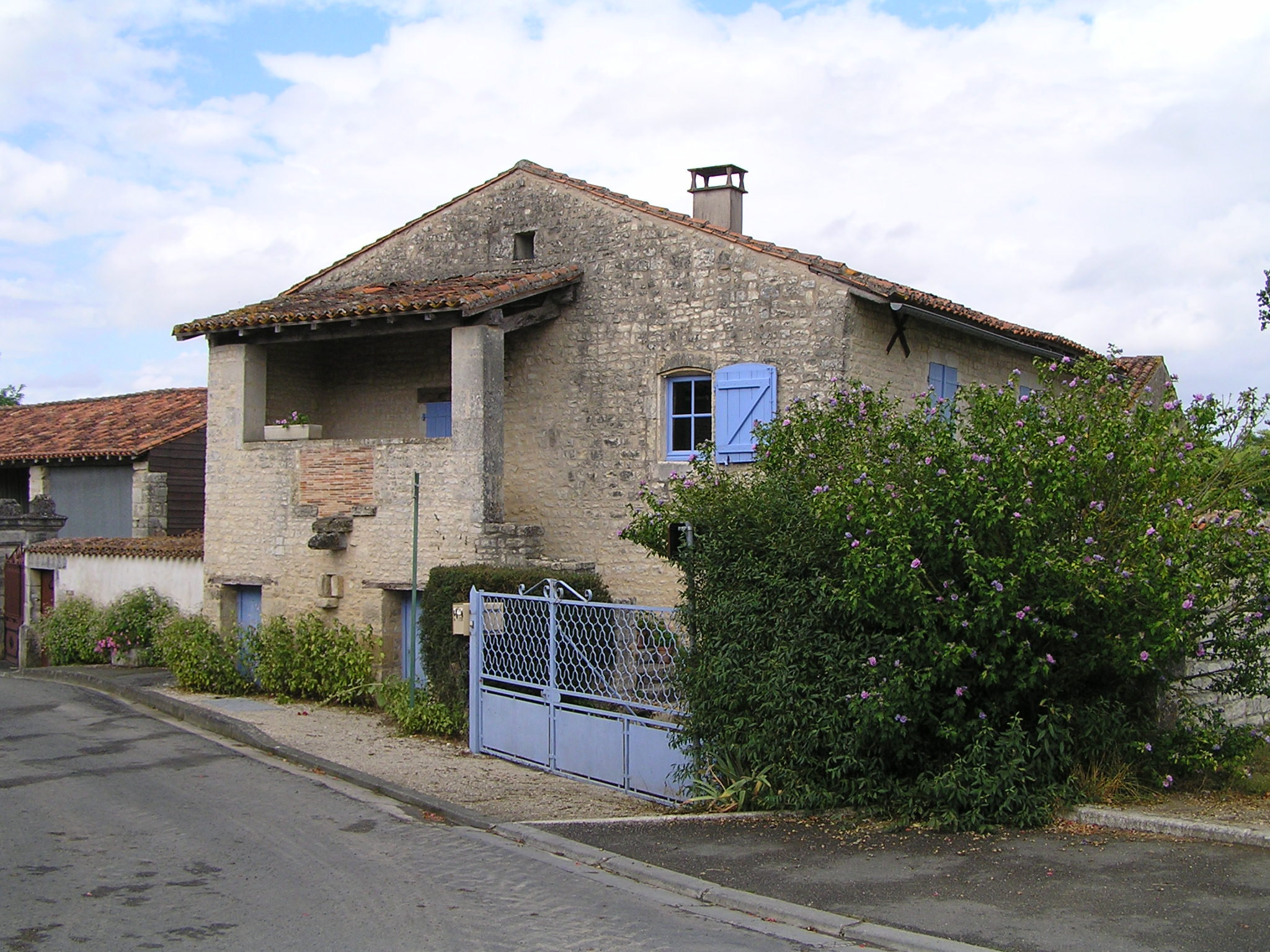
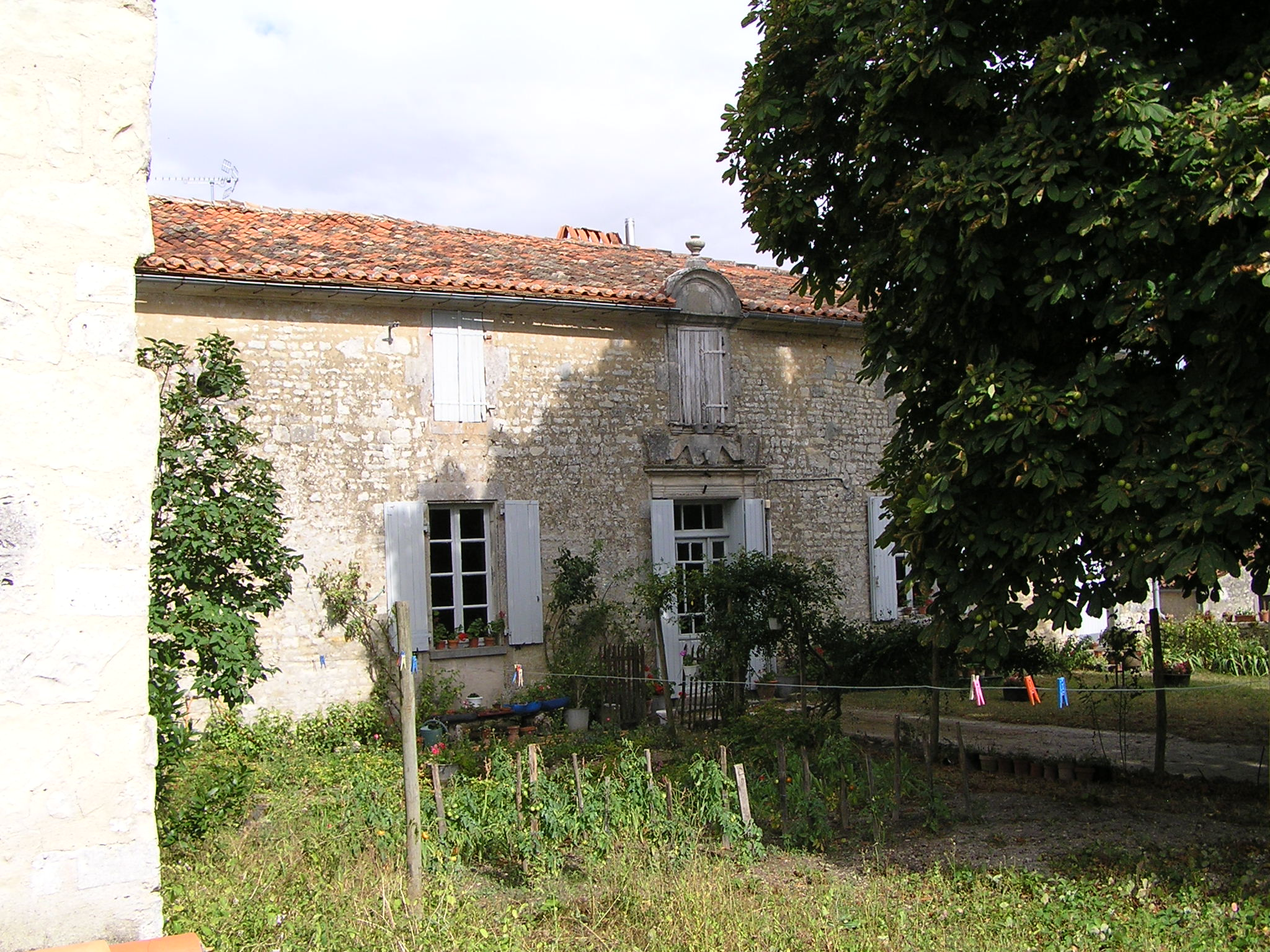
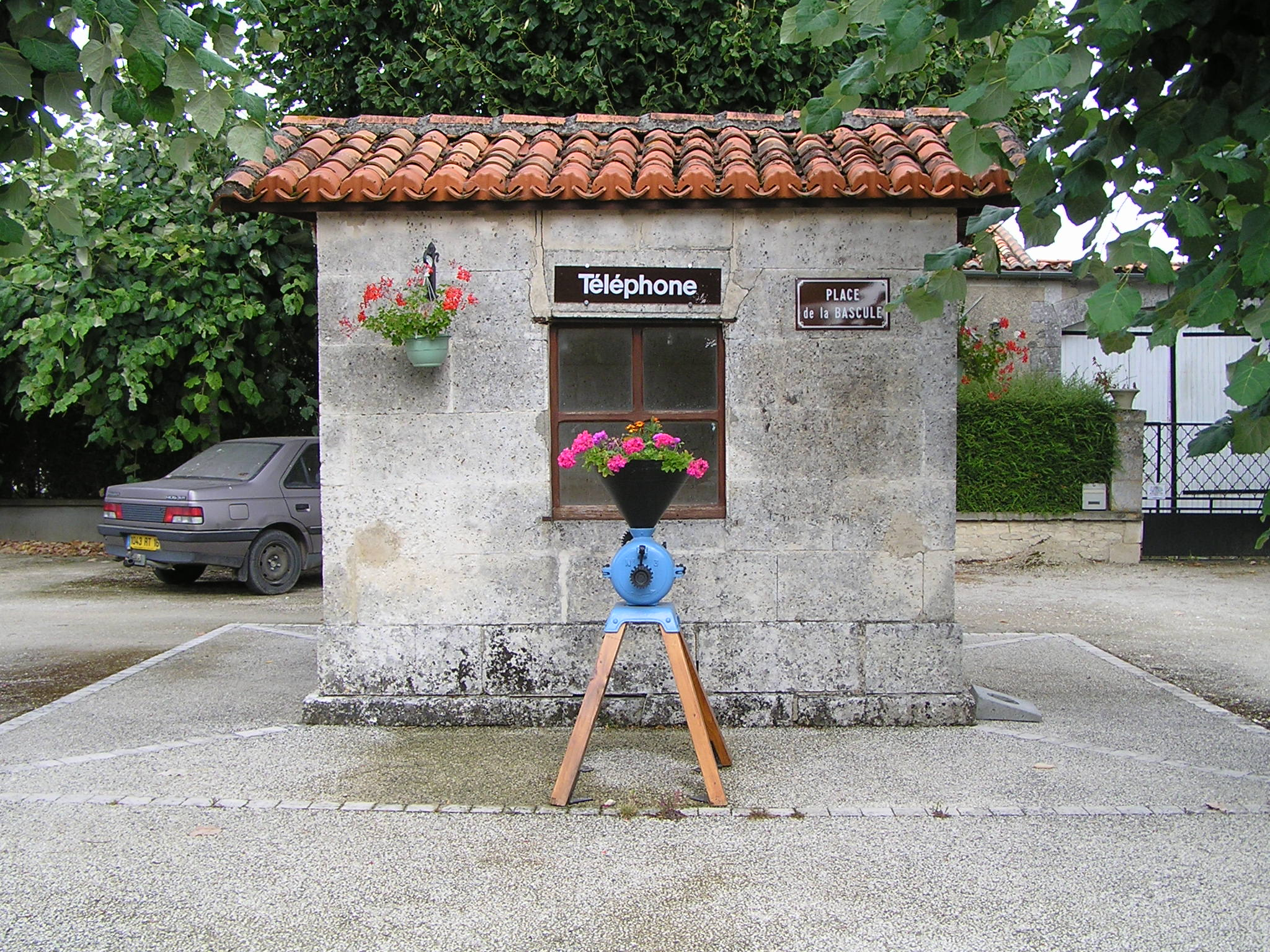